# Przełęcz Stelvio
Przełęcz Stelvio (wł. Passo dello Stelvio; niem. Stilfser Joch, 2758 m n.p.m.) – najwyższa przejezdna przełęcz we włoskich Alpach Wschodnich.

## Droga na przełęcz
Przez przełęcz przebiega, wybudowana w latach 1820–1825, droga łącząca miejscowość Stelvio (na północnym wschodzie) z Bormio (na południowym zachodzie). Droga nosi nazwę SS38.

## Szczegóły podjazdu
Na podjazd od strony północnej prowadzi droga o długości 24,3 kilometra przy średnim nachyleniu 7,4 procent, zawierająca 48 ponumerowanych zakrętów. Daje to rzadko spotykane na innych alpejskich drogach przewyższenie trasy wynoszące ponad 1800 metrów. Podjazd od strony południowo-wschodniej liczy 21,5 kilometra przy średnim nachyleniu 7,1 procent (różnica wysokości to 1533 metry).

## Wykorzystanie walorów przełęczy
Przełęcz często gości kolarzy podczas wyścigu Giro d’Italia, będąc najwyższym punktem wśród trzech wielkich Tour'ów. W 2007 roku przełęcz pojawiła się w programie „Top Gear”, a brytyjski dziennikarz motoryzacyjny, Jeremy Clarkson określił ten pełen serpentyn podjazd jako „najlepszą na świecie drogę do jazdy samochodem”. W dwa lata później, testując najnowsze modele Aston Martina, Ferrari i Lamborghini na rumuńskiej Szosie Transfogaraskiej, Clarkson przyznaje, że się okrutnie pomylił. Przełęcz była brana pod uwagę jako miejsce ewentualnego pościgu samochodowego w 22. filmie o Jamesie Bondzie.

## Galeria

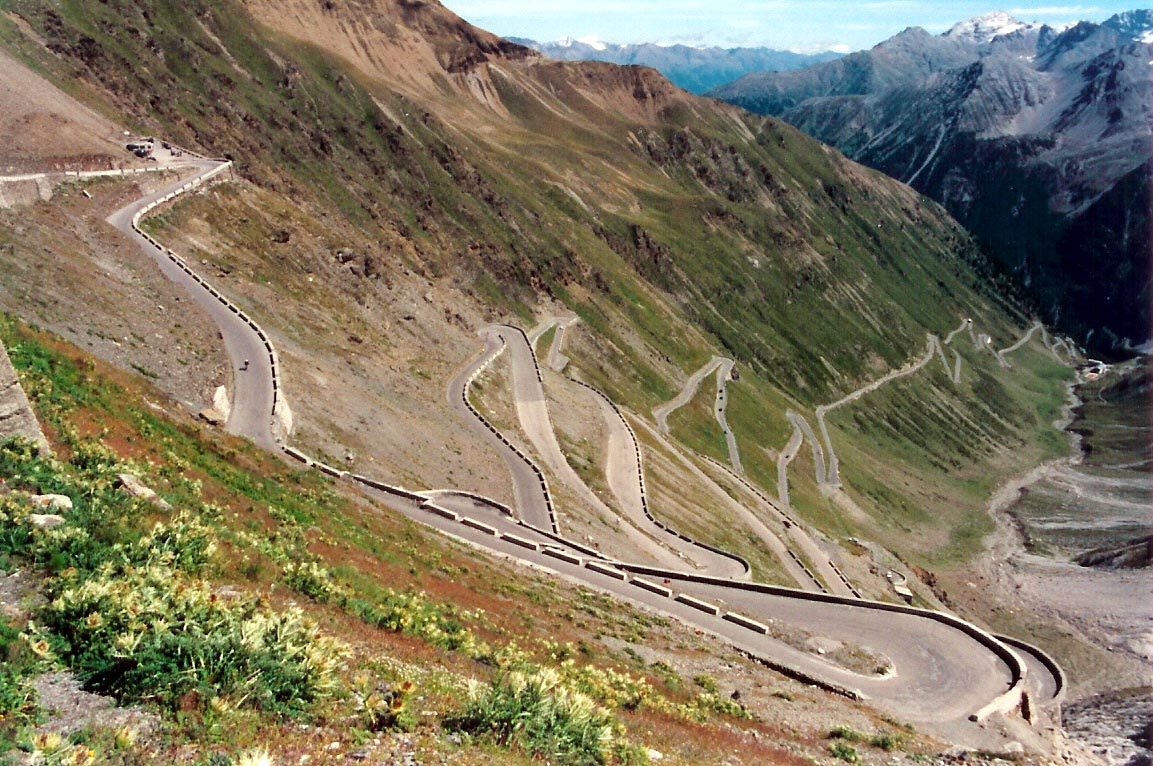
Część z licznych serpentyn trasy prowadzącej na przełęcz od strony północnej
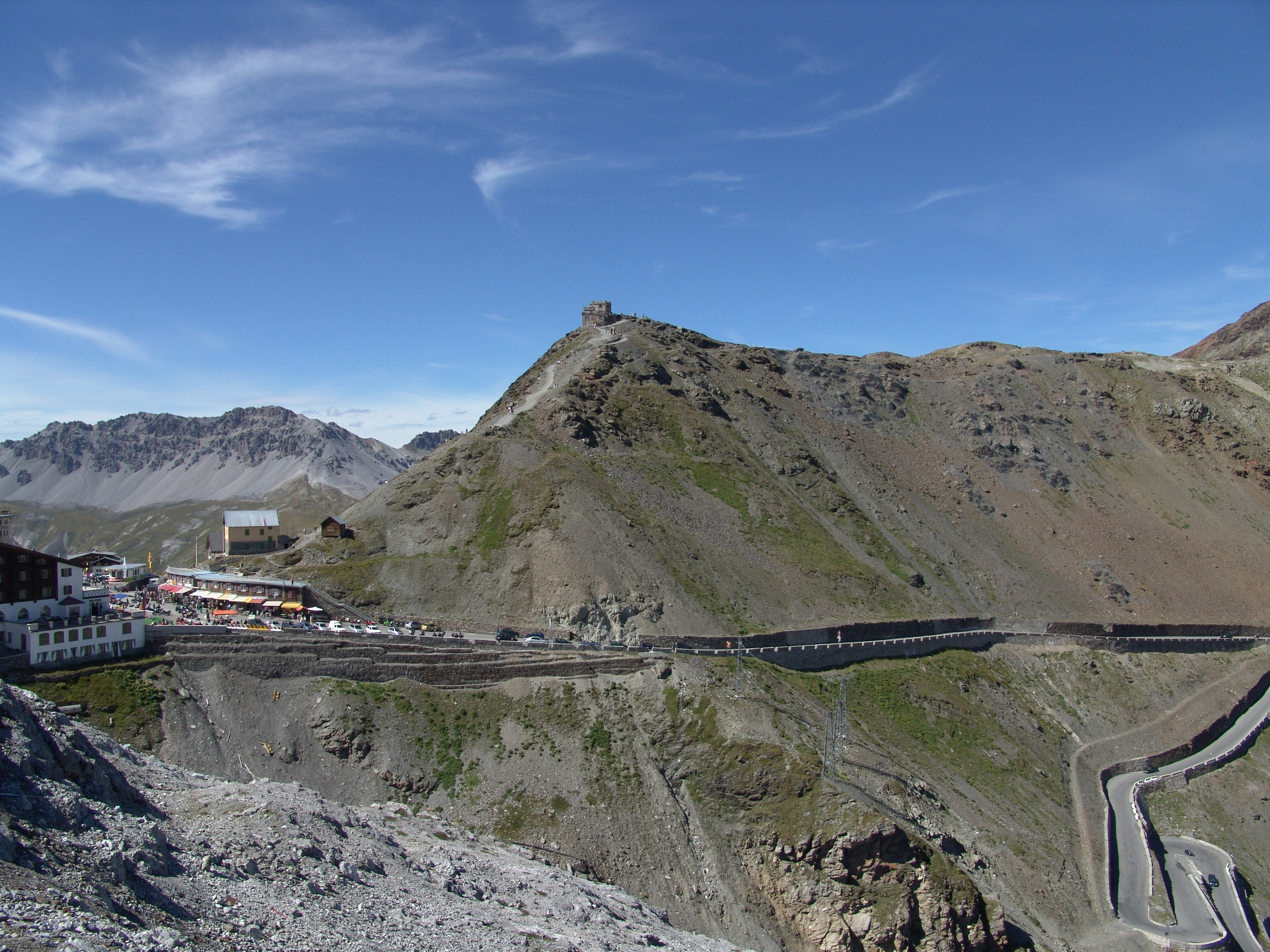
Widok na przełęcz
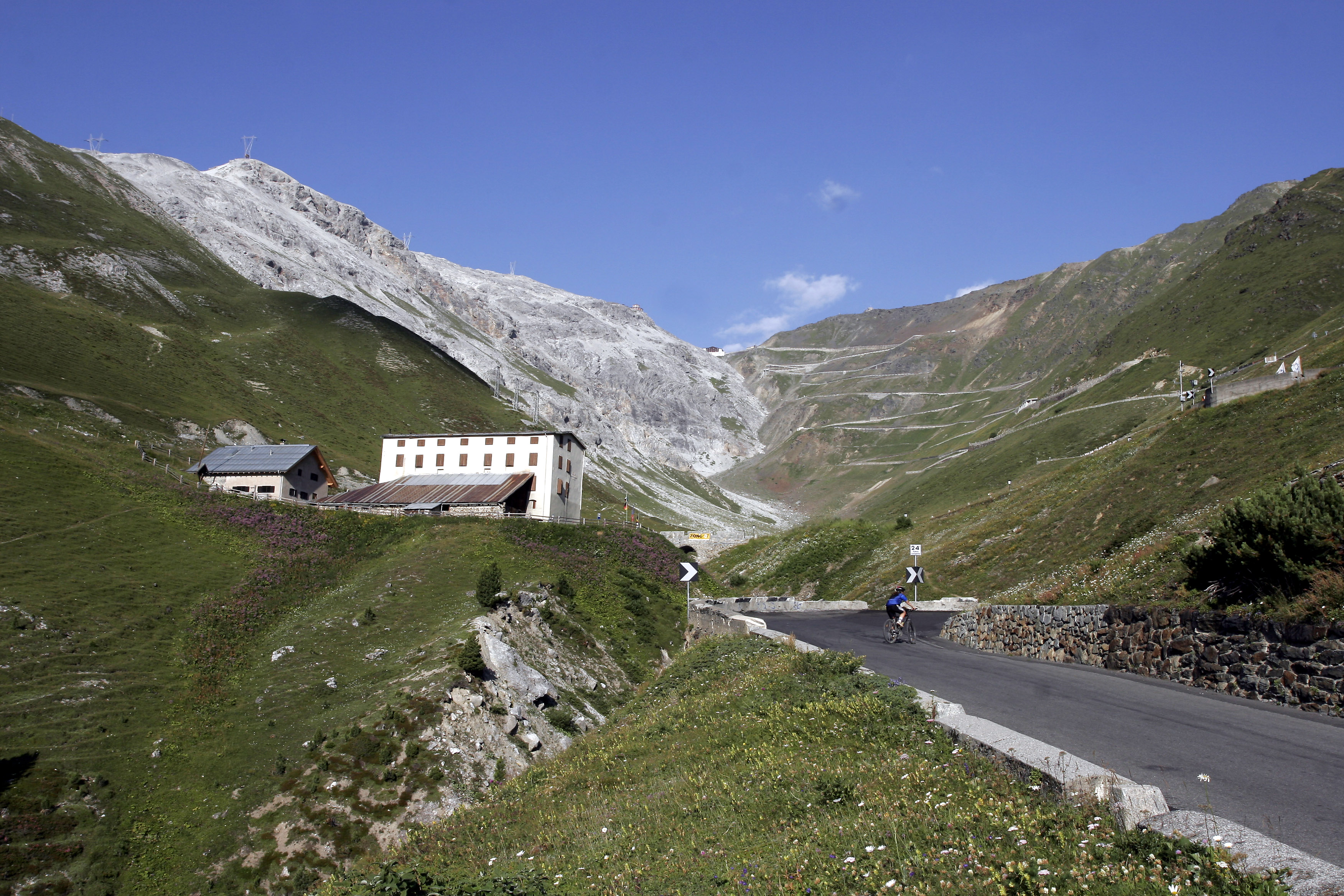
Widok na przełęcz
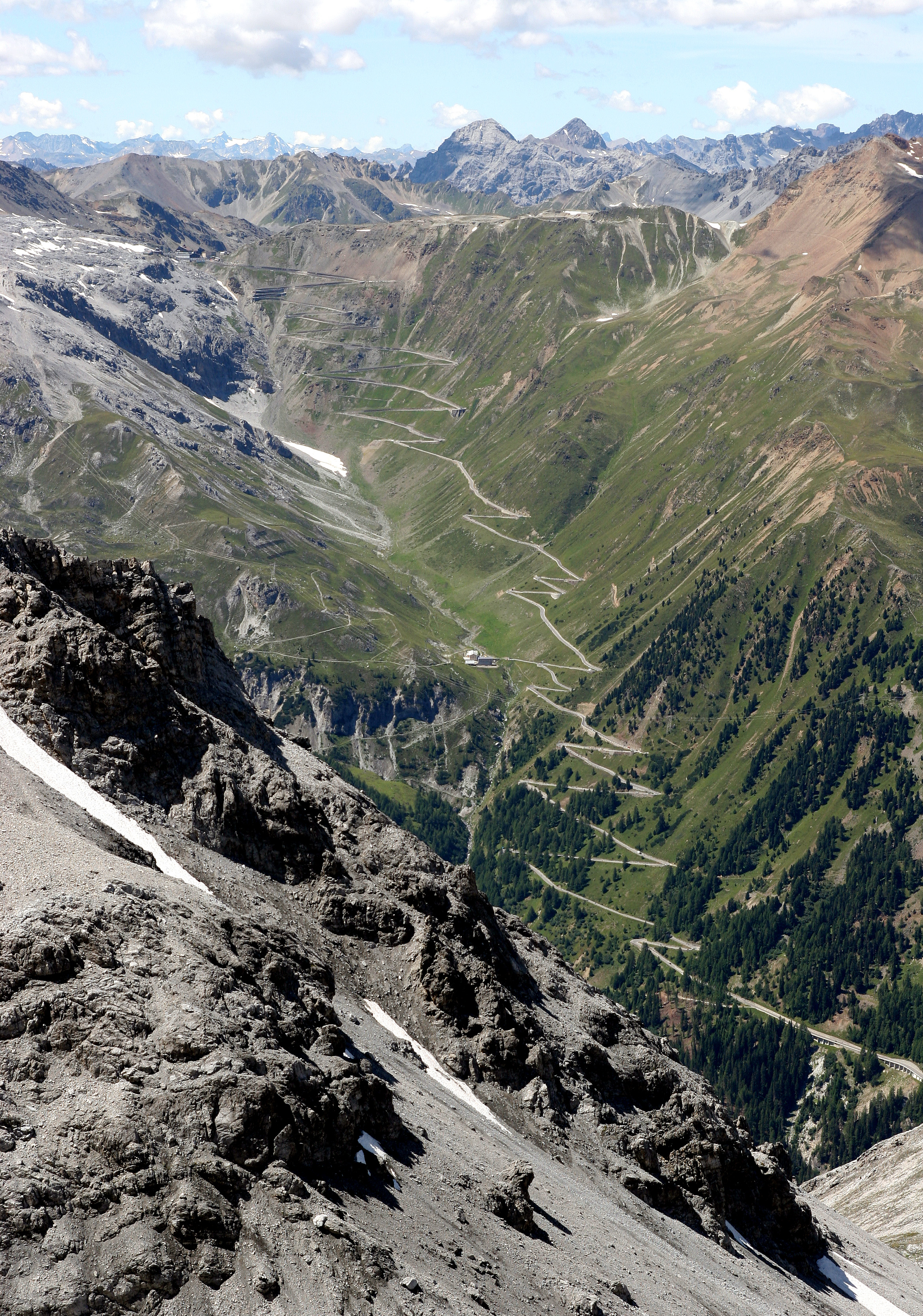
Droga od północnej strony